# Lliga alemanya d'handbol femenina
La Lliga alemanya d'handbol femenina (originalment en alemany, Handball-Bundesliga Frauen), més coneguda com Bundelisga i abreviat com HBF, és una competició esportiva de clubs d'handbol alemanys. De caràcter anual, és organitzada per la Federació alemanya d'handbol (DHB). Es creà la temporada 1975-76, primer amb dos grups, Nord i Sud que disputaven una fase final en format de play-offs, i a des de la temporada 1984-85 en un únic grup. Hi participen catorze equips que disputen una lligueta a doble partit. L'equip que aconsegueix més punts al final de la competició és declarat campió de la Bundeslliga i té dret a participar en la Lliga de Campions de l'EHF, juntament amb el subcampió, i a la Supercopa d'Alemanya de la temporada següent. És considerada la màxima competició d'handbol alemany femení.
El club més reeixit de la competició és el SV Bayer 04 Leverkusen amb vuit títols, essent alhora l'únic equip que ha disputat totes les temporades. El segueixen el TV Lützellinden i TuS Walle Bremen, amb set i cinc títols respectivament.

## Historial
| En negreta = Equip guanyador (p.) = Penals (prò) = Pròrroga (1) = Nombre de títols Nota: Noms dels equips segons l'època |

| Edició  | Temp.   | Data                                                       | Campió                                                     | Resultat                                                   | Subcampió                                                  | Seu                                                        | refs   |
| ------- | ------- | ---------------------------------------------------------- | ---------------------------------------------------------- | ---------------------------------------------------------- | ---------------------------------------------------------- | ---------------------------------------------------------- | ------ |
| I       | 1975-76 | 11-04-1976                                                 | TuS Eintracht Minden (1)                                   | 12-10                                                      | SV Bayer 04 Leverkusen                                     | Unna                                                       | [ 1 ]  |
| II      | 1976-77 | 02-04-1977                                                 | TSV GutsMuths Berlin (1)                                   | 12-7                                                       | TSV Rot-Weiß Auerbach                                      | Berlín                                                     | [ 2 ]  |
| III     | 1977-78 | 30-04-1978                                                 | TuS Eintracht Minden (2)                                   | 17-15                                                      | SV Bayer 04 Leverkusen                                     | Unna                                                       | [ 3 ]  |
| IV      | 1978-79 | 06-05-1979                                                 | SV Bayer 04 Leverkusen (1)                                 | 15-14                                                      | TuS Eintracht Minden                                       | Unna                                                       | [ 4 ]  |
| V       | 1979-80 | 18-05-1980                                                 | SV Bayer 04 Leverkusen (2)                                 | 16-10                                                      | TSV GutsMuths Berlin                                       | Braunschweig                                               | [ 5 ]  |
| VI      | 1980-81 | 23-05-1981                                                 | PSV Grünweiß Frankfurt (1)                                 | 21-17                                                      | TSV GutsMuths Berlin                                       | Hagen                                                      | [ 6 ]  |
| VII     | 1981-82 | 06-06-1982                                                 | SV Bayer 04 Leverkusen (3)                                 | 23-12                                                      | VfL Engelskirchen                                          | Aquisgrà                                                   | [ 7 ]  |
| VIII    | 1982-83 | 12-06-1983                                                 | SV Bayer 04 Leverkusen (4)                                 | 23-19                                                      | VfL Oldenburg                                              | Lübbecke                                                   | [ 8 ]  |
| IX      | 1983-84 | 06-05-1984                                                 | SV Bayer 04 Leverkusen (5)                                 | 24-20                                                      | TV Lützellinden                                            | Mülheim-Kärlich                                            | [ 9 ]  |
| X       | 1984-85 | 12-05-1985                                                 | TSV Bayer 04 Leverkusen (6)                                | 23-9                                                       | TV Lützellinden                                            | Gummersbach                                                | [ 10 ] |
| XI      | 1985-86 | N/D                                                        | TSV Bayer 04 Leverkusen (7)                                | lligueta                                                   | VfL Engelskirchen                                          | N/D                                                        |        |
| XII     | 1986-87 | N/D                                                        | TSV Bayer 04 Leverkusen (8)                                | lligueta                                                   | TV Lützellinden                                            | N/D                                                        |        |
| XIII    | 1987-88 | N/D                                                        | TV Lützellinden (1)                                        | lligueta                                                   | TSV Bayer 04 Leverkusen                                    | N/D                                                        |        |
| XIV     | 1988-89 | N/D                                                        | TV Lützellinden (2)                                        | lligueta                                                   | TSV Bayer 04 Leverkusen                                    | N/D                                                        |        |
| XV      | 1989-90 | N/D                                                        | TV Lützellinden (3)                                        | lligueta                                                   | TSV Bayer 04 Leverkusen                                    | N/D                                                        |        |
| XVI     | 1990-91 | N/D                                                        | TuS Walle Bremen (1)                                       | lligueta                                                   | TV Lützellinden                                            | N/D                                                        |        |
| XVII    | 1991-92 | N/D                                                        | TuS Walle Bremen (2)                                       | lligueta                                                   | Buxtehuder SV                                              | N/D                                                        |        |
| XVIII   | 1992-93 | N/D                                                        | TV Lützellinden (4)                                        | lligueta                                                   | TuS Walle Bremen                                           | N/D                                                        |        |
| XIX     | 1993-94 | N/D                                                        | TuS Walle Bremen (3)                                       | lligueta                                                   | TV Lützellinden                                            | N/D                                                        |        |
| XX      | 1994-95 | N/D                                                        | TuS Walle Bremen (4)                                       | lligueta                                                   | TV Lützellinden                                            | N/D                                                        |        |
| XXI     | 1995-96 | N/D                                                        | TuS Walle Bremen (5)                                       | lligueta                                                   | VfB Leipzig                                                | N/D                                                        |        |
| XXII    | 1996-97 | N/D                                                        | TV Lützellinden (5)                                        | lligueta                                                   | VfB Leipzig                                                | N/D                                                        |        |
| XXIII   | 1997-98 | N/D                                                        | VfB Leipzig (1)                                            | lligueta                                                   | TV Lützellinden                                            | N/D                                                        |        |
| XXIV    | 1998-99 | N/D                                                        | VfB Leipzig (2)                                            | lligueta                                                   | BV Borussia 09 Dortmund                                    | N/D                                                        |        |
| XXV     | 1999-00 | N/D                                                        | TV Lützellinden (6)                                        | lligueta                                                   | HC Leipzig                                                 | N/D                                                        | [ 11 ] |
| XXVI    | 2000-01 | N/D                                                        | TV Lützellinden (7)                                        | lligueta                                                   | HC Leipzig                                                 | N/D                                                        | [ 12 ] |
| XXVII   | 2001-02 | N/D                                                        | HC Leipzig (1)                                             | lligueta                                                   | TV Lützellinden                                            | N/D                                                        | [ 13 ] |
| XXVIII  | 2002-03 | N/D                                                        | DJK MJC Trier (1)                                          | lligueta                                                   | Buxtehuder SV                                              | N/D                                                        | [ 14 ] |
| XXIX    | 2003-04 | N/D                                                        | Frankfurter HC (1)                                         | lligueta                                                   | 1.FC Nürnberg                                              | N/D                                                        | [ 15 ] |
| XXX     | 2004-05 | N/D                                                        | 1.FC Nürnberg (1)                                          | lligueta                                                   | Frankfurter HC                                             | N/D                                                        |        |
| XXXI    | 2005-06 | N/D                                                        | 1.FC Nürnberg (2)                                          | lligueta                                                   | DJK MJC Trier                                              | N/D                                                        |        |
| XXXII   | 2006-07 | N/D                                                        | 1.FC Nürnberg (3)                                          | lligueta                                                   | HC Leipzig                                                 | N/D                                                        |        |
| XXXIII  | 2007-08 | N/D                                                        | 1.FC Nürnberg (4)                                          | lligueta                                                   | HC Leipzig                                                 | N/D                                                        |        |
| XXXIV   | 2008-09 | N/D                                                        | HC Leipzig (2)                                             | 23-20 / 19-19                                              | TSV Bayer 04 Leverkusen                                    | Leipzig / Leverkusen                                       |        |
| XXXV    | 2009-10 | N/D                                                        | HC Leipzig (3)                                             | 26-28 / 22-22                                              | TSV Bayer 04 Leverkusen                                    | Leverkusen / Leipzig                                       |        |
| XXXVI   | 2010-11 | N/D                                                        | Thüringer HC (1)                                           | 29-34 / 23-28 (A.)                                         | Buxtehuder SV                                              |                                                            | [ 16 ] |
| XXXVII  | 2011-12 | N/D                                                        | Thüringer HC (2)                                           | 26-25 / 27-25                                              | Buxtehuder SV                                              |                                                            |        |
| XXXVIII | 2012-13 | N/D                                                        | Thüringer HC (3)                                           | 21-27 / 37-31                                              | HC Leipzig                                                 |                                                            |        |
| XXXIX   | 2013-14 | N/D                                                        | Thüringer HC (4)                                           | lligueta                                                   | HC Leipzig                                                 | N/D                                                        | [ 17 ] |
| XL      | 2014-15 | N/D                                                        | Thüringer HC (5)                                           | lligueta                                                   | Buxtehuder SV                                              | N/D                                                        | [ 18 ] |
| XLI     | 2015-16 | N/D                                                        | Thüringer HC (6)                                           | lligueta                                                   | TuS Metzingen                                              | N/D                                                        | [ 19 ] |
| XLII    | 2016-17 | N/D                                                        | SG BBM Bietigheim (1)                                      | lligueta                                                   | Thüringer HC                                               | N/D                                                        | [ 20 ] |
| XLIII   | 2017-18 | N/D                                                        | Thüringer HC (7)                                           | lligueta                                                   | SG BBM Bietigheim                                          | N/D                                                        | [ 21 ] |
| XLIV    | 2018-19 | N/D                                                        | SG BBM Bietigheim (2)                                      | lligueta                                                   | Thüringer HC                                               | N/D                                                        | [ 22 ] |
| XLV     | 2019-20 | Edició cancel·lada pel risc de contagi públic del COVID-19 | Edició cancel·lada pel risc de contagi públic del COVID-19 | Edició cancel·lada pel risc de contagi públic del COVID-19 | Edició cancel·lada pel risc de contagi públic del COVID-19 | Edició cancel·lada pel risc de contagi públic del COVID-19 | [ 23 ] |
| XLVI    | 2020-21 | N/D                                                        | BV Borussia 09 Dortmund (1)                                | lligueta                                                   | SG BBM Bietigheim                                          | N/D                                                        |        |
| XLVII   | 2021-22 | N/D                                                        | SG BBM Bietigheim (3)                                      | lligueta                                                   | BV Borussia 09 Dortmund                                    | N/D                                                        |        |
| XLVIII  | 2022-23 | N/D                                                        | SG BBM Bietigheim (4)                                      | lligueta                                                   | Thüringer HC                                               | N/D                                                        |        |

## Palmarès
| Club                    | Campió | Subcampió | Anys campió                                                            | Anys subcampió                                                         |
| ----------------------- | ------ | --------- | ---------------------------------------------------------------------- | ---------------------------------------------------------------------- |
| SV Bayer 04 Leverkusen  | 8      | 7         | 1978-79, 1979-80, 1981-82, 1982-83, 1983-84, 1984-85, 1985-86, 1986-87 | 1975-76, 1977-78, 1987-88, 1988-89, 1989-90, 2008-09, 2009-10          |
| Thüringer Handball Club | 7      | 3         | 2010-11, 2011-12, 2012-13, 2013-14, 2014-15, 2015-16, 2017-18          | 2016-17, 2018-19, 2022-23                                              |
| TV Lützellinden         | 7      | 8         | 1987-88, 1988-89, 1989-90, 1992-93, 1996-97, 1999-2000, 2000-01        | 1983-84, 1984-85, 1986-87, 1990-91, 1993-94, 1994-95, 1997-98, 2001-02 |
| Handball Club Leipzig   | 6      | 6         | 1997-98, 1998-99, 2001-02, 2005-06, 2008-09, 2009-10                   | 1999-00, 2000-01, 2006-07, 2007-08, 2012-13, 2013-14                   |
| TuS Walle Bremen        | 5      | 1         | 1990-91, 1991-92, 1993-94, 1994-95, 1995-96                            | 1992-93                                                                |
| SG BBM Bietigheim       | 4      | 2         | 2016-17, 2018-19, 2021-22, 2022-23                                     | 2017-18, 2020-21                                                       |
| 1. FC Nuremberg         | 3      | 1         | 2004-05, 2006-07, 2007-08                                              | 2003-04                                                                |
| TuS Eintracht Minden    | 2      | 1         | 1975-76, 1977-78                                                       | 1978-79                                                                |
| TSV GutsMuths Berlín    | 1      | 2         | 1976-77                                                                | 1979-80, 1980-81                                                       |
| Borussia Dortmund       | 1      | 2         | 2020-21                                                                | 1998-99, 2021-22                                                       |
| DJK-MJC Trier           | 1      | 1         | 2002-03                                                                | 2005-06                                                                |
| PSV Grünweiß Frankfurt  | 1      | 0         | 1980-81                                                                | ―                                                                      |
| FHC Frankfurt-Oder      | 1      | 0         | 2003-04                                                                | ―                                                                      |
| Buxtehuder SV           | 0      | 5         | ―                                                                      | 1991-92, 2002-03, 2010-11, 2011-12, 2014-15                            |
| VfL Engelskirchen       | 0      | 2         | ―                                                                      | 1981-82, 1985-86                                                       |
| VfB Leipzig             | 0      | 2         | ―                                                                      | 1995-96, 1996-97                                                       |
| TSV Rot-Weiß Auerbach   | 0      | 1         | ―                                                                      | 1976-77                                                                |
| VfL Oldenburg           | 0      | 1         | ―                                                                      | 1982-83                                                                |
| TuS Metzingen           | 0      | 1         | ―                                                                      | 2015-16                                                                |